# 1979 у відеоіграх

## Події
- Milton Bradley Company випускає кишенькову консоль Microvision.
- Texas Instruments випускає домашній комп'ютер TI-99/4.
- Компанія Mattel для тестування ринку робить пробні продажі Intellivision в Фресно (Каліфорнія). Випуск у всьому США в 1980 році.
- Atari створює портативний пристрій Cosmos.

## Релізи
- Жовтень - Namco випускає гру Galaxian. Це перша кольорова аркадна гра.
- Річард Геріот (англ. Richard Garriott) створює Akalabeth, комп'ютерну рольову гру для Apple IIe. Ця гра стала початком серії Ultima.
- Namco випускає Bomb Bee, сіквел гри Gee Bee, Galaxian, першу кольорову аркаду, та Cutie Q, другий сіквел гри Gee Bee.
- Cinematronics випускає аркадну гру Warrior.
- Atari випускає аркади Lunar Lander та Ed Logg & Lyle Rains' Asteroids.
- Програміст Atari Воррен Робінет (англ. Warren Robinett) створює гру Adventure для консолі Atari 2600. Ця гра стала однією з перших, що містять так звані «великодні яйця».
- У жовтні subLOGIC випустила симулятор польотів Flight Simulator для Apple II. У 1982 році цю гру перевипустив Microsoft.

## Індустрія
Засновані компанії:
- Activision
- Capcom
- Infocom
- Strategic Simulations
- Edu-Ware Services